# Cedar Grove (Nuovo Messico)
Cedar Grove è un census-designated place (CDP) degli Stati Uniti d'America, situato nello stato del Nuovo Messico, nella contea di Santa Fe.